# 所有权

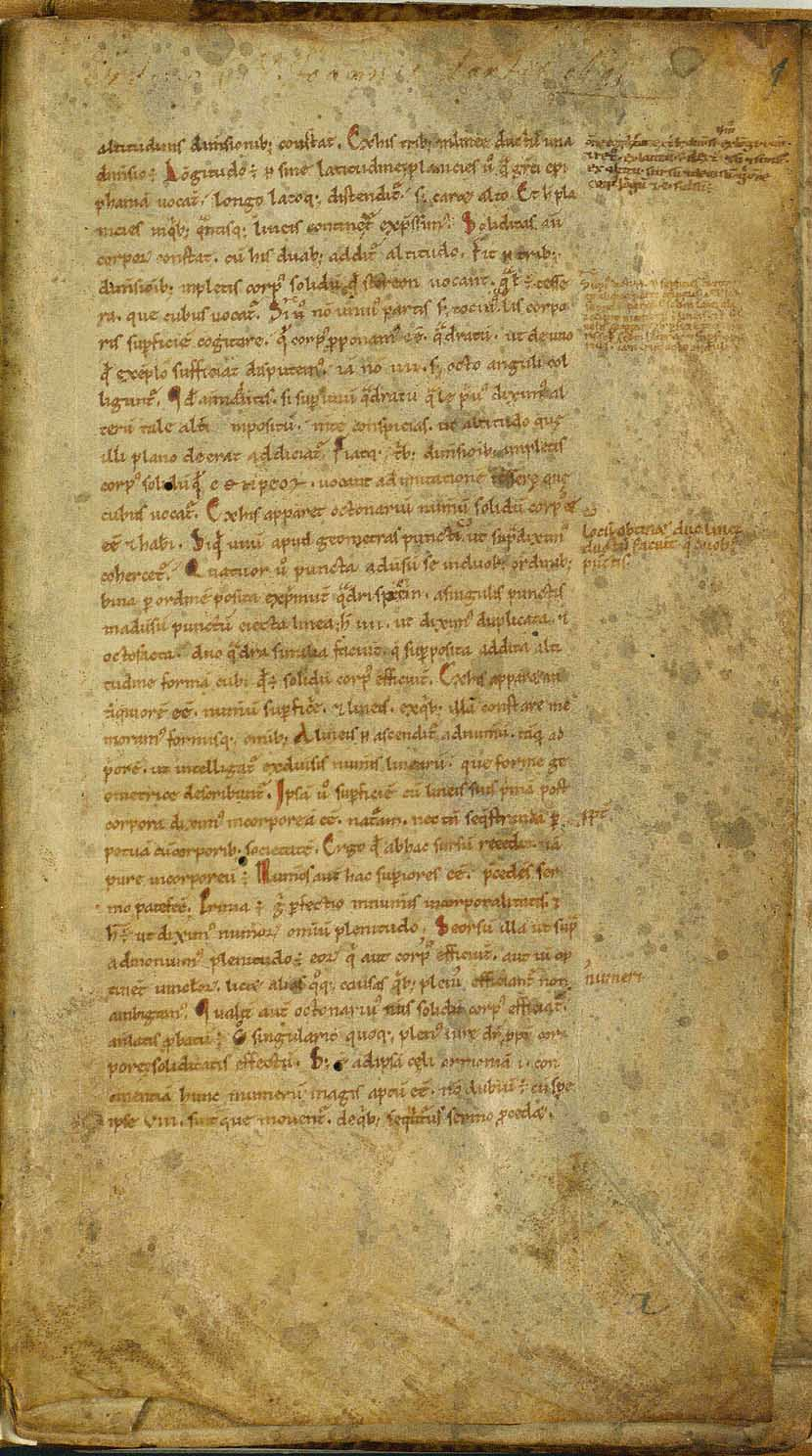
1651年歐洲的一張土地所有權狀

所有权（英語：ownership），又稱拥有权、完全物权，是指民法上，权利人对标的物可以直接全面排他性支配特定物的物权。所谓「全面支配」，意味着支配范围的全面性和支配时间的无限性，符合这一特征的物权只有所有权。因此，完全物权与所有权在内涵上是一致的。完全物权与限制物权是相对立的概念。
在一般意义上，所有权也指人对于外界自然的支配或者支配形态。后者含义上的所有权（所有），从人类产生开始就已存在，经过了长时间的历史变迁。而法律意义上的所有权，是在一定的历史阶段以所有（支配）为基础的技术概念。也就是说，在商品交换占主导地位的近代社会，在互相交换商品的主体之间，必须互相承认对方对于商品这种财富的固有的支配（私有）。这种社会需要的法律形态，就是所有权。因此，普通意义上的所有权是以排他的，包容性的支配为内容的一种权利。不同的民事实体法对于所有权的具体内容的规定，也有着一定的差异。
另一方面，所有权的两个非常重要的特性便是直接支配和排他性处分。这是从所有和使用两个层面来讲的。直接支配反映出所有人对物的绝对权利。而排他处分反映出物在使用、流转的过程中人们所享有的绝对权利。近代以前人们对物是注重所有、占有的。而现在注重的却是流转，重视物在流转的过程中所产生的价值利益。
所有权也受到法律的一定限制。权利滥用之禁止原则和诚实信用原则是对所有权绝对原则的限制，例如土地征用法、城市规划法、航空法、大气污染防止法、矿业法等等。
因为所有权是包含性且排他性的支配性权利，对于圆满实现所有权过程中遇到的妨碍，所有权人有权排除。即所有物的占有被抢夺的时候有权行使所有权的返还请求权，在侵夺占有以外的方式被妨碍的时候有权行使排除妨碍请求权，在存在被妨碍的可能性的时候有权行使预防妨碍请求权。但是，在行使土地所有权的时候，经常会产生不得不妨碍邻接土地的所有权的情况，在这种时候，为了保障土地所有权的行使，有必要对于排除妨碍请求权作出一定的限制。这就是“相邻关系”规定的主旨。